# Мафия: Игра на выживание
«Мафия: Игра на выживание» — российский фантастический фильм-выживание режиссёра Сарика Андреасяна и сценариста Андрея Гаврилова. Премьера фильма в России состоялась 1 января 2016 года.

## Сюжет
Действие происходит в 2072 году в Москве, когда человечество исчерпает почти все природные ресурсы на Земле. Игра «Мафия» — это мировой феномен, сейчас самое популярное телевизионное шоу когда-либо: каждый год одиннадцать бесстрашных добровольцев, представителей всех слоёв общества, собираются вместе, чтобы выяснить, кто невинный мирный житель, а кто безжалостная Мафия. Игра, исход которой определяет, кому жить, а кому умирать.
В игре присутствует транслятор, в котором и погибают участники после визуализации страха очередной жертвы. 
В игру вступают следующие игроки: Лука Сергеевич (миллиардер), Илья (больной раком), Криво́й (заключённый), Иван (заключённый, несправедливо осуждённый), Владимир (военный офицер), Катя (детдомовская), Лариса (алкоголичка), Кирилл (отчаянный спорщик), Константин («провидец», работник игры «Мафия»), Мария (бывшая балерина), Пётр (поклонник Марии). 
Заключённые в качестве приза получают свободу, а остальные — 1 миллиард рублей (на всех победителей).
В начале компьютер распределяет роли так, что только сам игрок знает, кто он. Игроки делятся на мирных жителей (9 человек) и мафию (2 человека). Игроки представляются, далее начинается первое голосование мирных жителей, на котором они должны выбрать того, кого считают мафией: 6 участников голосуют за Марию, мирного жителя, хотя Пётр протестовал и тщетно пытался убедить всех, что он — мафия и спасти Марию (игроки во время игры не могут покидать свои игровые места). Мария боится дождя, грозы и молнии и погибает в трансляторе в лесу во время дождя от удара молнии, прыгая со скалы. В городе наступает ночь. Ночью мафия убивает Криво́го (мирного жителя). Криво́й боится умереть «лохо́м», отправляется в Транслятор, побеждает на арене в жестоком рукопашном бою нескольких противников, спотыкается, падает головой на арматуру и погибает. На следующий день на втором голосовании жителей 6 участников голосуют за Петра, мирного жителя. Пётр в детстве боялся воды и в трансляторе погибает в океане в окружении акул. После гибели трёх мирных жителей подряд начинается внеочередное голосование, на нём 5 голосами выбирают Владимира, мирного жителя. У Владимира развился поствоенный синдром, он вновь и вновь переживает свои военные ошибки, обернувшиеся гибелью молодых призывников. В трансляторе Владимир переживает гибель своего отряда на войне и сам гибнет в перестрелке. Ночью мафия выбирает Ларису (мирного жителя). Лариса признаётся, что во время суда Ивана ложно свидетельствовала против него. Лариса боится высоты и полётов и погибает в крушении самолёта в неестественно огромной турбулентности.
В очередном голосовании мирных жителей участники расходятся во мнениях, из-за чего происходит переголосование с прошлого тура, на нём 4 участника (включая Константина) выбирают Константина, мафию. Константин боится умереть от старости. В трансляторе он умирает стариком, но говорит, что изменил ход игры и мафии придёт конец. Ночью мафия избавляется от Ивана. Иван боится умереть в тюрьме и в Трансляторе его в тюрьме расстреливают. В очередном голосовании жителей 4 участника не могут ничего решить, время на голосование истекает и компьютер случайным образом выбирает жертву: Катя, мирный житель. Но Кирилл, который за день до игры познакомился с Катей, выбирается из кресла (оказывается, Организатор попросил ассистентов перепрограммировать его кресло), запрыгивает на кресло Кати и с ней отправляется в транслятор. 
В трансляторе они сначала встречаются со страхами Кати: высотой, пустыней, змеями. Затем они побеждают огромного тлеющего монстра и попадают в кабинет Организатора «Мафии». Далее по правилам из оставшихся одного мирного жителя и одной мафии побеждает мафия.
Организатор рассказывает Кириллу и Кате свой план для этой игры: он управлял игрой для более зрелищного финала и повышения рейтингов игры, которые после пятидесяти шести сезонов очень сильно упали; Константин же пошёл на игру, чтобы её разрушить. Он сохраняет жизнь Кириллу (мирный житель) и Кате. Прошедшие в финал Лука Сергеевич (мирный житель) и Илья (мафия, победитель) остаются в живых и возвращаются домой. В конце Кирилл записывается на следующую игру, чтобы победить мафию.

## В ролях
| Актёр               | Роль                                         |
| ------------------- | -------------------------------------------- |
| Виктор Вержбицкий   | Верховный Организатор игры «Мафия»           |
| Вениамин Смехов     | Лука Сергеевич миллиардер                    |
| Юрий Чурсин         | Константин «провидец», работник игры «Мафия» |
| Вячеслав Разбегаев  | Владимир военный офицер                      |
| Ольга Тумайкина     | Лариса алкоголичка                           |
| Андрей Чадов        | Илья больной раком                           |
| Вадим Цаллати       | Кирилл отчаянный спорщик                     |
| Виолетта Гетманская | Катерина детдомовская                        |
| Наталья Рудова      | Мария бывшая балерина                        |
| Евгений Коряковский | Пётр поклонник Марии                         |
| Алексей Гришин      | Кривой заключённый                           |
| Артём Сучков        | Иван заключённый, несправедливо осуждённый   |
| Карэн Бадалов       | психолог                                     |
| Всеволод Кузнецов   | голос Ведущего                               |

## Участники шоу «Мафия»
| Имя            | Роль   | Страх                            | Статус | Описание |
| -------------- | ------ | -------------------------------- | ------ | --- |
| Катерина       | мирная | Боязнь высоты, пустыни и змей    | жива   | Детдомовка. Случайно познакомилась с Кириллом за день до игры. Когда компьютер отправляет её в Транслятор, Кирилл бросается за ней. Девушка, преодолев свой страх, побеждает с Кириллом огромного тлеющего монстра, хотя, в конечном счёте, проигрывает всю игру. Оказалось, что больше всего на свете она боялась своего несчастного прошлого. |
| Лариса         | мирная | Аэрофобия                        | мертва | Алкоголичка. Когда-то имела семью, но пристрастилась к алкоголю: после каждого рабочего дня выпивала всё больше и больше, пока не обострилась алкогольная зависимость, вследствие чего из-за несчастного случая погиб её сын, а муж ушёл от неё. Хотела покончить с собой, но ей не позволила аэрофобия. Участвовала в заседании суда по делу ДТП, к которому якобы причастен подсудимый Иван, где Лариса ложно свидетельствовала против него. Погибает в Трансляторе, когда она оказалась в самолёте, попавшем в неестественно огромную турбулентность. |
| Кривой         | мирный | Умереть «лохом»                  | мёртв  | Заключённый. Победитель государственной акции «Счастливый билет». В отличие от остальных участников, участвует с целью победить и получить свободу. Погибает в Трансляторе по собственной неосторожности после неравной схватки с противниками, упав на штырь. |
| Владимир       | мирный | Допуск военной ошибки            | мёртв  | Военный офицер. Ему 45 лет. Страдает поствоенным синдромом, заключающимся в постоянном переживании из-за когда-то допущенной им тактической ошибки, приведённой к смерти его молодых сослуживцев. Пришёл на игру, чтобы понять, сможет ли он дальше с этим жить. Погибает в Трансляторе, где визуализировалась та самая операция, где Владимир и допустил ошибку, и со своими бойцами гибнет в перестрелке с противником. |
| Иван           | мирный | Смерть в тюрьме                  | мёртв  | Самый молодой участник телеигры. Заключённый по ложному обвинению. Ему 18 лет. Окончил школу и во время празднования этого события, оказавшись с друзьями в машине, попадает в ДТП, где погибают 2 человека, а сам сумел спастись. Как и Кривой, тоже является победителем государственной акции «Счастливый билет» и также участвует с целью победить и получить свободу. Последним в игре погибает в Трансляторе, когда его расстреливают. |
| Пётр           | мирный | Гидрофобия                       | мёртв  | Поклонник балерины Марии. Хотел помочь вернуть ей карьеру. Ради этого он даже пришёл на шоу. Погибает в Трансляторе, оказавшись в море с акулами, впоследствии съеден ими. |
| Илья           | мафия  | Боится, что семья останется одна | жив    | Инженер. Ему 38 лет. Тяжело и неизлечимо болен. Ему диагностировали неоперабельный рак поджелудочной железы и ему осталось жить 3 месяца. Мотивация участвовать в игре — обеспечить семью перед своей смертью. Победил в телешоу и выиграл главный приз — 1 миллиард рублей, однако умирает не через 3 месяца, а через 10. |
| Кирилл         | мирный | Потерять Катерину                | жив    | Заядлый спорщик. Даже на игру попал на спор. Познакомился с Катериной за день до игры. Когда Катю отправляют в Транслятор, Кирилл бросается за ней и побеждает с ней огромного тлеющего монстра. Хотя Кирилл и Катя всё-таки проигрывают игру, в конце фильма Кирилл записывается на следующую игру, чтобы победить Мафию. |
| Константин     | мафия  | Умереть в старости               | мёртв  | Провидец. Носит прозвище «Чёрный вестник». Сотрудник игры «Мафия». Работает специалистом по кризисным ситуациям, хотя ему не раз в жизни предлагали участвовать в передачах, связанных с экстрасенсорикой. Попав в Транслятор, умирает стариком, предварительно сообщив, что изменил ход игры и обещал, что Мафии придёт конец. |
| Лука Сергеевич | мирный | Потеря вкуса к жизни             | жив    | Самый старший участник телеигры. Миллиардер-олигарх. Ему 85 лет. Построил бизнес в сфере инвестиций. Игрок по жизни, всю жизнь рисковал по-крупному и нажил целое состояние, а его внуки ждут, когда он умрёт. Перед отправкой на игру Лука Сергеевич составил завещание, заключающееся в том, что если он умрёт на игре, то внуки не получат ничего. В конце остался жив, однако проиграл, а своё состояние он перечислил в детские дома, включая тот, в котором воспитывалась Катерина.                                                                |
| Мария          | мирная | Боязнь дождя, грозы и молнии     | мертва | Балерина. Ей 24 года. До 21 года её карьера шла прекрасно, пока в автокатастрофе девушка не получила травму, из-за чего была вынуждена завершить карьеру. Чтобы вернуться в балет, Мария должна была собрать 250 тысяч долларов на операцию, но все попытки были тщетны. Хотела покончить с собой, пока не узнала о телешоу, куда она попала как раз с целью выиграть денег на операцию. Первой погибает в Трансляторе, когда оказывается под дождём у пропасти и в неё попадает заряд молнии.                                                           |

## Отзывы и оценки
Фильм был негативно встречен прессой. О нём писали: «Сарик с Enjoy Movies пробили даже собственное дно — безыдейно, беспомощно и просто-напросто стыдно» (КГ-Портал), «даже по скромным меркам российского кино результат получается неудовлетворительный» («25 кадр»), «Диалоги состоят из такой чудовищной банальности, что их больно и стыдно слушать» («Кинокадр»). Среди немногих изданий, отозвавшихся о фильме положительно, был сайт Film.ru, написавший: «Благодаря своей яркой идее, качественному визуальному воплощению и динамике картина достойна внимания зрителей».